# Orestias tchernavini
Orestias tchernavini är en fiskart som beskrevs av Lauzanne, 1981. Orestias tchernavini ingår i släktet Orestias och familjen Cyprinodontidae. Inga underarter finns listade i Catalogue of Life.